# Po Si-laj
Po Si-laj (čínsky pchin-jinem Bó Xīlái, znaky 薄熙来; * 3. července 1949, Peking) je členem Komunistické strany Číny (KSČ), bývalým tajemníkem výboru v Čchung-čchingu a členem politbyra Komunistické strany Číny. V letech 2003–2004 zastával post guvernéra provincie Liao-ning. Od roku 2004 do listopadu 2007 byl ministrem obchodu Čínské lidové republiky. V září 2013 byl za přijímání úplatků a zneužívání své moci odsouzen na doživotí.

## Kariéra
Po Si-laj je synem Po I-poa, místopředsedy ústředního poradního výboru komunistické strany a jednoho z takzvaných „osmi nesmrtelných“ Komunistické strany Číny.
Do popředí se dostal díky spojenectví s generálním tajemníkem Ťiang Ce-minem, který mu dopomohl k politickému vzestupu na post starosty pobřežní ekonomické osy Ta-lienu a následně guvernéra provincie Liao-ning. Po Si-lajův politický vzestup byl podle deníku The Epoch Times úzce spjatý s jeho účastí na politické kampani tajemníka Ťiang Ce-mina, proti příznivcům duchovní metody Fa-lun-kung.
Poté, co byl obviněn z účasti na genocidě Fa-lun-kungu u španělského soudu, byl odsunut z vedení v Pekingu do Čchung-čchingu, kde působil jako tajemník výboru v Čchung-čchingu. Zde organizoval velké kampaně proti organizovanému zločinu, pokoušel se o obnovení rovnostářských sociálních programů pro městské dělnické třídy a zahájil kampaně za oživení éry kulturní revoluce, takzvané „rudé kultury“.
Během svého úřadování v Čchung-čchingu získal za svůj „Čchung-čchingský model“ ocenění z Pekingu. U hongkongských obyvatel s kampaní neuspěl. Je považován za jednoho z nových vůdců 5.[zdroj?] generace čínského vedení, která představuje „novou levici“ čínské politiky, která zahrnuje konzervativní maoisty, stejně jako sociální demokraty zklamané rostoucích nerovností v příjmech.

### Hlásal návrat doby Mao Ce-tunga
Po Si-laj v Čchung-čchingu často mluvil o potřebě vrátit se k revolučním ideálům z dob Mao Ce-tunga. Nechal postavit novou sochu Mao Ce-tunga a masově šířil jeho citáty a vyzýval studenty, aby trávili část letních prázdnin na brigádě na polích.

### Kampaň „zpívej rudě a znič černé“
Jednu ze svých kampaní v Čchung-čchingu nazval „zpívej rudě, znič černé“, což znamenalo podporu zpěvů revolučních písní a boj proti organizovanému zločinu.
Čchung-čching byl před příchodem Po Si-laje známý rozšířenou korupcí a kriminalitou.[zdroj?] Zátah proti mafiím řídil jeho pobočník Wang Li-ťün, který zahájil mohutnou operaci, kdy v celách skončily tisíce lidí z bohatých vrstev. Dvanáct z nich, včetně bývalého policejního náměstka, bylo popraveno.
Původně proklamovaný boj s organizovaným zločinem se nakonec ukázal[zdroj?] jako kampaň na odstranění jeho politické opozice a získání jejího kapitálu poté, co budou uvězněni. Příběh jednoho z postižených popsal deník Financial Times.[zdroj?] Li Ťün patřil ve městě k nejbohatším developerům. Od armády se mu podařilo koupit pozemek, na kterém chtěl postavit luxusní bytový komplex. Poté se na něj obrátili z radnice, aby jim pozemek předal, protože město tam chce mít park. Li odmítl. O několik měsíců později byl zatčen a mučen. Šest dní a nocí byl přivázán ke kovové židli a udržován při vědomí elektrickými šoky a bitím. Nakonec byl propuštěn s tím, že musí zaplatit pokutu.
„Hlavním cílem těch kampaní bylo oslabení a zničení podnikatelů,“ říká profesor Tchung Č'-wej, který pro pekingskou vládu vypracoval zprávu o protikriminální kampani. Podle něj Po potřeboval zdroje na financování svých sociálních projektů, jako byla výstavba levného bydlení pro dělníky.
Odborník na Čínu David Kelly stanici Hlas Ameriky řekl, že pokud jde o vládu zákona, byly metody používané v Čchung-čchingu v rámci Po Si-lajova halasně prodávaného boje proti organizovanému zločinu krokem zpět. Mj. proto, že se obviněným často odpírala práva na řádnou obhajobu a málo se přihlíželo k jejich svědectví. Přičemž je možné, že obviňováni byli i nevinní. Jen aby to dobře vypadalo v celkových číslech.

### Po Si-laj souzen ve Španělsku za genocidu
Po Si-laje ve Španělsku zažalovalo patnáct obětí pronásledování, které podaly v období 2003 až 2007 žaloby proti pěti komunistickým pohlavárům na základě španělského zákona, který umožňuje jednotlivcům zahájit soukromé trestní stíhání (acciones populares).
11. listopadu 2009 přijal po dvou letech vyšetřování španělský soudce Ismael Moreno žalobu za genocidu a mučení. Mezi obviněnými figuruje pět vysokých představitelů Komunistické strany Číny, kteří se mají zodpovídat za svou roli při pronásledování duchovní praxe Fa-lun-kung. Poprvé soud uznal kampaň proti Fa-lun-kungu za odpovídající definici genocidy z právního hlediska. Mezi obviněnými byli kromě Po Si-laje také Ťiang Ce-min – bývalý čínský prezident a bývalý generální tajemník Komunistické strany Číny, Luo Kan – bývalý ředitel Úřadu 610, Ťia Čching-lin – čtvrtý nejvýše postavený člen strany a Wu Kuan-čeng – předseda interního disciplinárního výboru strany.
Jako bývalý ministr obchodu údajně sehrál také klíčovou roli v nelegálních obchodech na poli transplantací lidských orgánů společně s Wang Li-ťünem. Po je označován za člena skupiny, která se nejaktivněji podílela na represivních kampaních proti Fa-lun-kungu.

### Odvolání z funkce
Čínský premiér Wen Ťia-pao několikrát naznačil, že si nepřeje, aby na jeho místo usedl šéf komunistické strany ve městě Čchung-čching Po Si-laj. Podle uniklých amerických diplomatických depeší zveřejněných na Wikileaks, usiloval Po Si-laj o post vicepremiéra v době, kdy byl ministrem obchodu. Deník The Epoch Times uvedl, že Wen Ťia-pao se podle depeše na 17. sjezdu strany rozhodl jej místo do postu vicepremiéra umístit na pozici tajemníka strany v městě Čchung-čchingu.
Televize New Tang Dynasty zveřejnila informaci, že čínský premiér Wen Ťia-pao podle zprávy uveřejněné na Wikileaks prohlásil, že Po Si-laj poškozuje v zahraničí dobré jméno Číny.
15. března 2012 státní tisková agentura Nová Čína oznámila, že čínské vedení Po Si-laje z vedení komunistické strany Čchung-čchingu odvolalo. Podle deníku Financial Times a redaktora Českého rozhlasu Milana Slezáka se jedná o jeho patrně definitivní konec ve vysoké politice. Podle světových médií byl hlavním důvodem jeho odvolání skandál jeho pobočníka Wang Li-ťüna, který se pokusil zběhnout do USA a strávil jeden den na americkém konzulátu v Čcheng-tu. Deník The Epoch Times uvádí, že Poovo odvolání je vyústěním boje mezi dvěma mocenskými frakcemi uvnitř komunistické strany.
Po Si-laje nahradil na postu stranického tajemníka města Čchung-čchingu Čang Te-ťiang, čínský vicepremiér a ekonom vzdělaný v Severní Koreji.
Podle zdrojů agentury Reuters souvisí odvolání politika Po Si-laje z předního postavení v Komunistické straně Číny s loňskou smrtí britského obchodníka Neila Heywooda ve městě Čchung-čching. Podle Reuters byla do Britovy smrti zapletena manželka Po Si-laje advokátka Ku Kchaj-laj.
Deník The Guardian uvedl, že odvolání Po Si-laje je první veřejný rozpor uvnitř stranických struktur.

## Wang Li-ťünův incident
1. března 2012 – Deník Velká Epocha zveřejnil informace o tom, že policejní ředitel Wang Li-ťün odevzdal na velvyslanectví USA americkému velvyslanci informace o spiknutí tajemníka Po Si-laje a šéfa policejních sil Čou Jung-kchanga, kteří údajně připravují v ČLR převrat. Čínský disidentský server Boxun napsal, že Wang Li-ťüna vyšetřují v Pekingu. Pravděpodobně již předal informace o spiknutí Čou Jung-kchanga a Po Si-laje, kteří chtěli zabránit nástupu Si Ťin-pchinga.[zdroj?]
4. března 2012 – Deník Velká Epocha zveřejnil informace od anonymního zdroje popisující obsah předaných dokumentů. Podle tohoto anonyma dokumenty zahrnují důkazy, že Po Si-laj a člen stálého výboru politbyra Ústředního výboru ČKS Čou Jung-kchang chtěli odstranit Si Ťin-pchinga, budoucího předsedu politbyra a chopit se moci. Spiknutí bylo údajně podpořeno vedením komunistické strany, tedy frakcí bývalého předsedy komunistické strany Ťiang Ce-mina.
19. března 2012 – Internetoví mikrobloggeři na Weibo.com tvrdí, že v noci z 19. na 20. března došlo k pokusu o převrat (puč). V Pekingu se objevilo velké množství armádních vozů. Neoznačené armádní složky údajně zrána obsadily všechna důležitá místa vládního komplexu v Čung-nan-chaj i jinde v Pekingu. Puč pravděpodobně odstartovala aféra Po Si-laje, jenž byl podle portálu Mingjing News chráněncem člena devítičlenného Stálého výboru politbyra komunistické strany Čou Jung-kchanga, který kontroluje policii a bezpečnostní složky. Kvůli Po Si-lajovi se rozhořel boj mezi nejmocnějšími členy politbyra Čou Jung-kchangem a generálním tajemníkem Chu Ťin-tchaem, který kontroluje armádu a na jehož straně stojí také premiér Wen Ťia-pao. Některá média hovoří o střelbě v centru Pekingu, pohybech obrněných vozidel v metropoli i záhadné nehodě Ferrari, v němž měl zahynout syn člena vlády.

### Cenzura zpráv o převratu
31. března 2012 čínské úřady rázně zasáhly proti čínské internetové komunitě. Podle čínské státní tiskové agentury Sin-chua bylo zatčeno 1 065 lidí a vymazáno 208 000 „škodlivých“ zpráv. v souvislosti s údajnou produkcí a propagací fám. Následně Sin-chua informace vymazala a uvedla že bylo zatčeno šest lidí a dočasně zavřeno šestnáct webových portálů. Kvůli nevysvětlenému odvolání vysokého straníka Po Si-laje totiž čínská společnost na internetu spekuluje, co za překvapivým krokem stojí. Dva hlavní čínské mikroblogové portály Sina Weibo a Tencent QQ, z nichž každý má asi 300 milionů uživatelů, znemožnily lidem psát od soboty do 3. dubna ráno na internetu komentáře a další texty.